# Via dei Fori Imperiali

La Via dei Fori Imperiali ('Vía de los Foros Imperiales') es una avenida en el centro de Roma, que discurre en línea recta desde Plaza Venezia hasta el Coliseo. La avenida, cuyo nombre original era Via dell'Impero ('Vía del Imperio'), fue construida durante la dictadura de Benito Mussolini. Tras los grandes trabajos de demolición de las construcciones medievales que cubrían la zona, realizados entre 1924 y 1932, fue inaugurada el 9 de abril de dicho año. Su curso pasa parcialmente por encima del Foro de Trajano, el Foro de Augusto y el Foro de Nerva, Foro de César y Foro romano cuyas partes restantes pueden verse a ambos lados de la calzada.
En los últimos años ha habido un número significativo de excavaciones a su alrededor, dada la gran cantidad de restos de la Roma imperial que se encuentran a su alrededor y debajo de ella. Actualmente la vía está abierta al tráfico rodado de transporte público, salvo los domingos, que se convierte en zona peatonal.

## Véase también

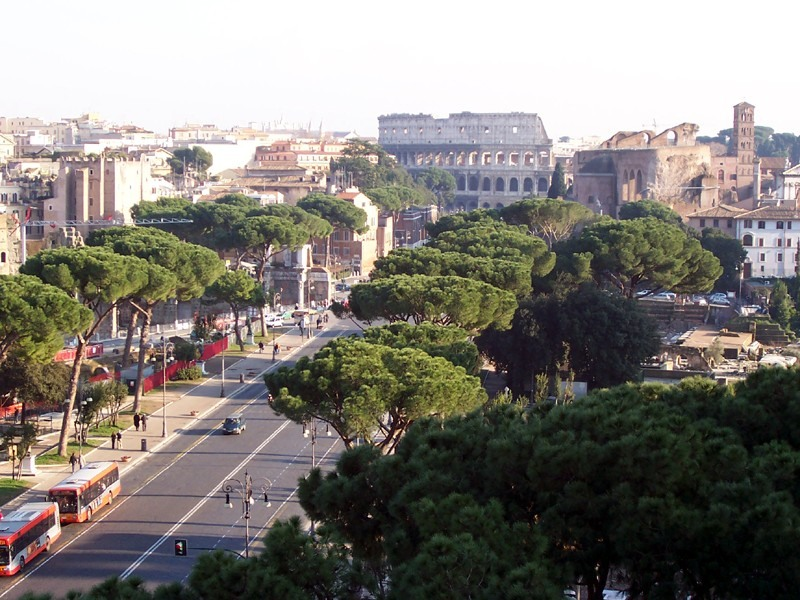
Vista de la via desde Plaza Venezia hacia el sureste.